# 関大前駅

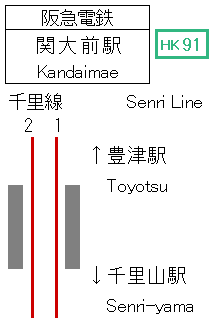
配線図

関大前駅（かんだいまええき）は、大阪府吹田市山手町三丁目にある、阪急電鉄千里線の駅。駅番号はHK-91。

## 歴史
1964年（昭和39年）に、駅間距離が短かった花壇町・大学前の両駅を統合、旧駅のほぼ中間地点に新しく設けられた駅である。花壇町駅は開業当初、北大阪電気鉄道が開いた千里山花壇（のちの千里山遊園）の最寄り駅として行楽客で賑わったが、戦後、遊園地は閉鎖されて跡地は関西大学第一中学校・高等学校の敷地に転用され、通学客の乗降する駅へと変貌を遂げた。その過程で下記のとおり統合までに駅名がめまぐるしく変更されている。

### 年表
- 1921年（大正10年）10月26日：北大阪電気鉄道の豊津駅 - 千里山駅間延伸と同時に花壇前駅（かだんまええき）開業[3][4]。
- 1922年（大正11年）4月17日：花壇前駅 - 千里山駅間に大学前駅（だいがくまええき）開業[4]。
- 1923年（大正12年）4月1日：路線譲渡により、両駅が新京阪鉄道の駅となる[3]。
- 1930年（昭和5年）9月15日：会社合併により、両駅が京阪電気鉄道千里山線の駅となる[3]。
- 1938年（昭和13年）9月15日：花壇前駅を千里山遊園駅（せんりやまゆうえんえき）に改称[4]。
- 1943年（昭和18年）
  - 10月1日：会社合併により、両駅が京阪神急行電鉄（1973年に阪急電鉄に社名変更）の駅となる[3]。
  - 12月1日：千里山遊園駅を千里山厚生園駅（せんりやまこうせいえんえき）に改称[4]。
- 1946年（昭和21年）4月7日：千里山厚生園駅を再び千里山遊園駅に改称[4]。
- 1950年（昭和25年）8月1日：千里山遊園駅を女子学院前駅（じょしがくいんまええき）に改称[4]。
- 1951年（昭和26年）4月1日：女子学院前駅を花壇町駅（かだんちょうえき）に改称[4]。
- 1964年（昭和39年）4月10日：花壇町駅と大学前駅を廃止して関大前駅開業[3][4][注 1]。
- 1967年（昭和42年）3月1日：千里山線が千里線に改称され、当駅もその所属となる[3]。
- 2013年（平成25年）12月21日：駅ナンバリングが導入され、使用を開始[5][6]。

## 駅構造
相対式ホーム2面2線を有する地上駅。分岐器や絶対信号機を持たないため、停留所に分類される。東側に若干きつめのカーブを描く線形を持つ。改札口は南北の地下に各1か所あり、それぞれ駅の東西双方に出ることができる。いずれもエスカレーターは設置されていないが、南側にはホームと改札、東西双方の出入口と改札とをそれぞれ連絡するエレベーターが設置されている。トイレは淡路方面ホームにある。
関西大学の第1,3学舎へは北側を、第2,4学舎へは南側を出ると近く、キャンパスへと向かうエスカレーターが整備されている（運転休止の場合もある）。駅員は北改札に配置されている。
駅のすぐ上を名神高速道路が通っている。

### のりば
| 号線 | 路線    | 方向 | 行先                                               |
| ---- | ------- | ---- | -------------------------------------------------- |
| 1    | ■千里線 | 上り | 北千里・山田方面                                   |
| 2    | ■千里線 | 下り | 大阪梅田・天下茶屋・京都河原町・神戸三宮・宝塚方面 |

阪急電鉄では、2線までの駅には基本的に表向きののりば番号は設定しない。ただし、優等列車停車駅や、近年高架化あるいは大幅改築された駅はこの限りではない。このため、実際の構内にはのりば番号表記はないが、スマートフォン向けアプリ「阪急沿線ナビ TOKKアプリ」の発車案内機能では号線表記を表示しており、当駅については北千里方面が1号線、天下茶屋方面が2号線と表示されている。

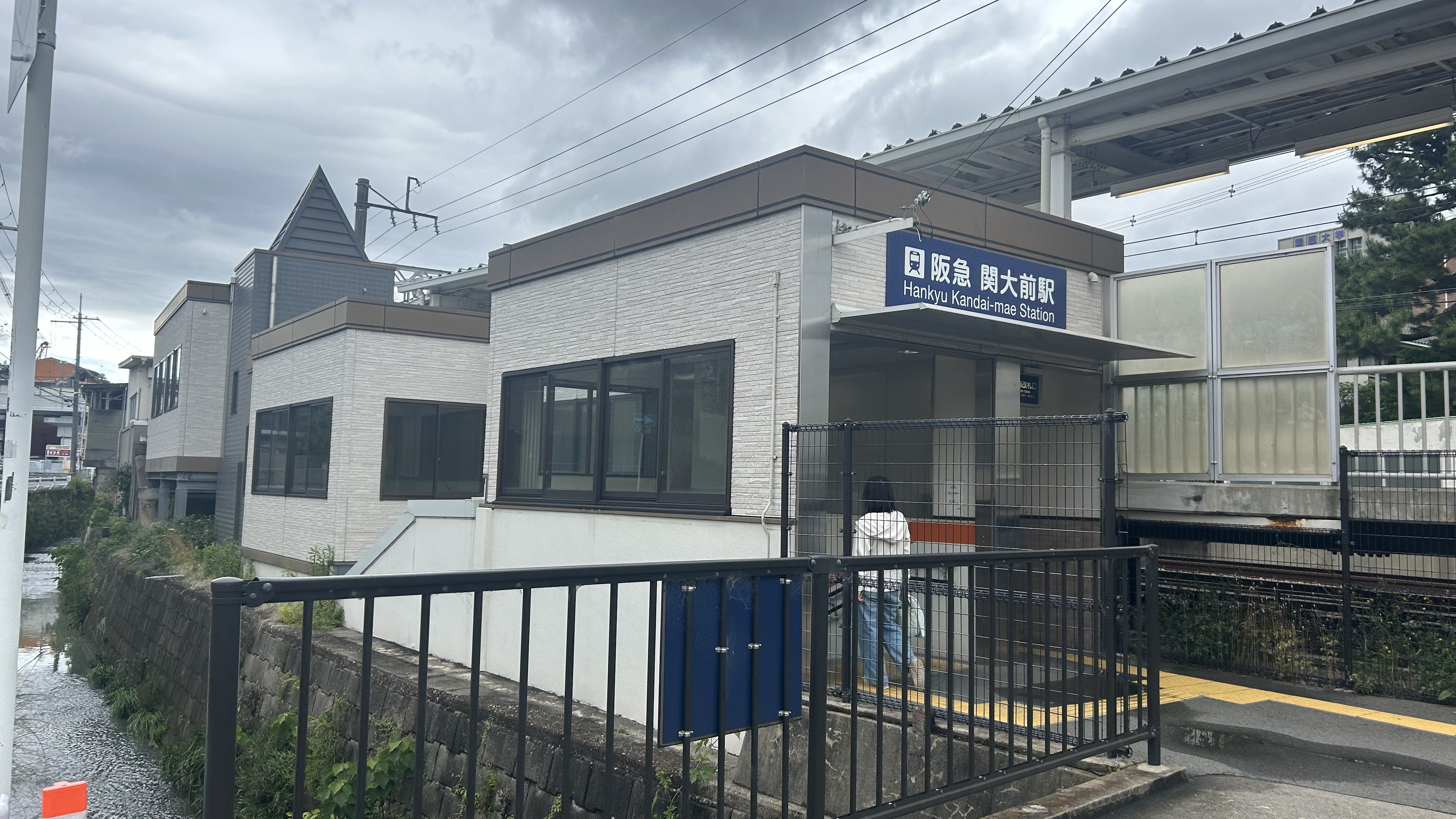
南西口
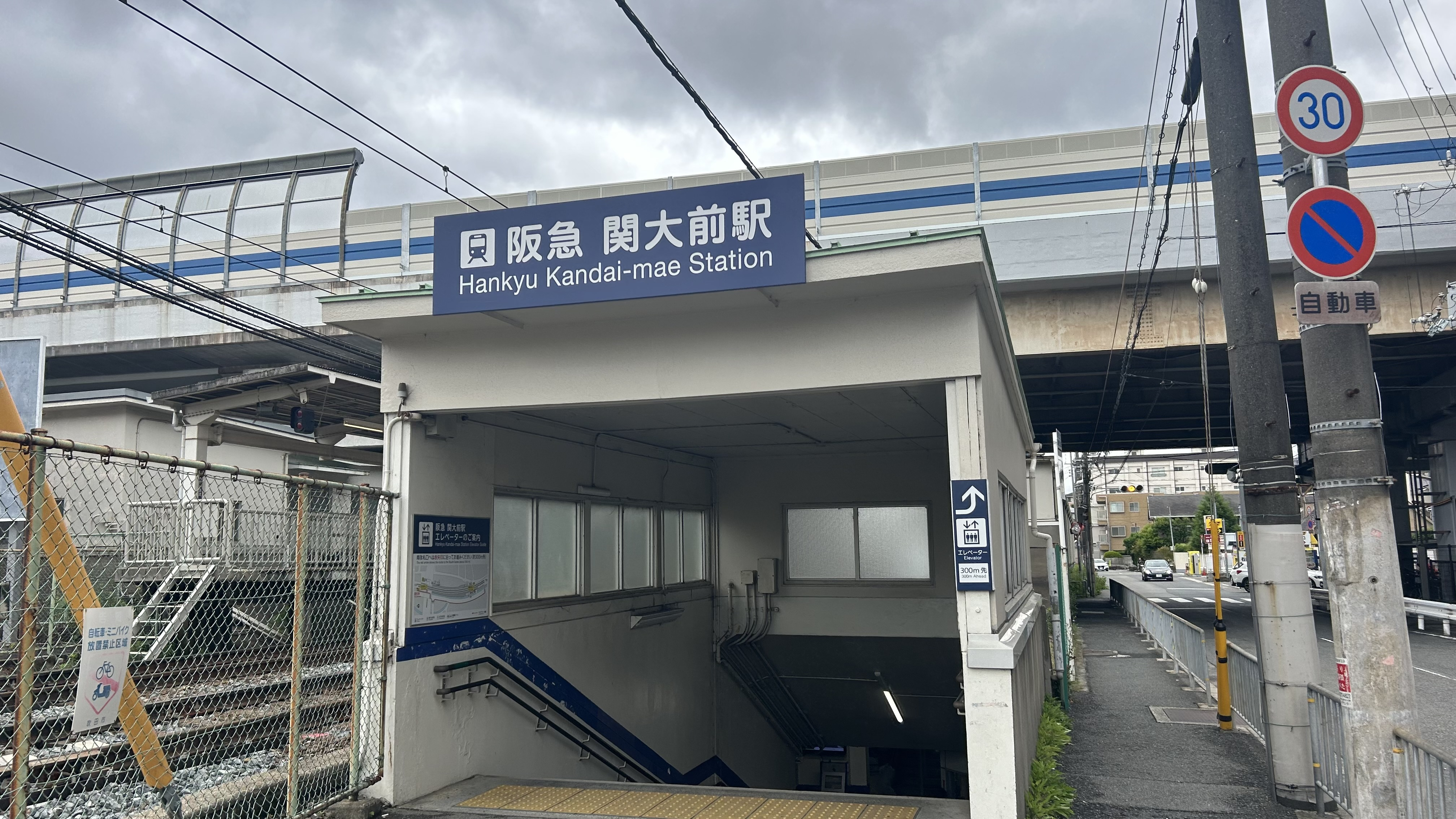
北西口
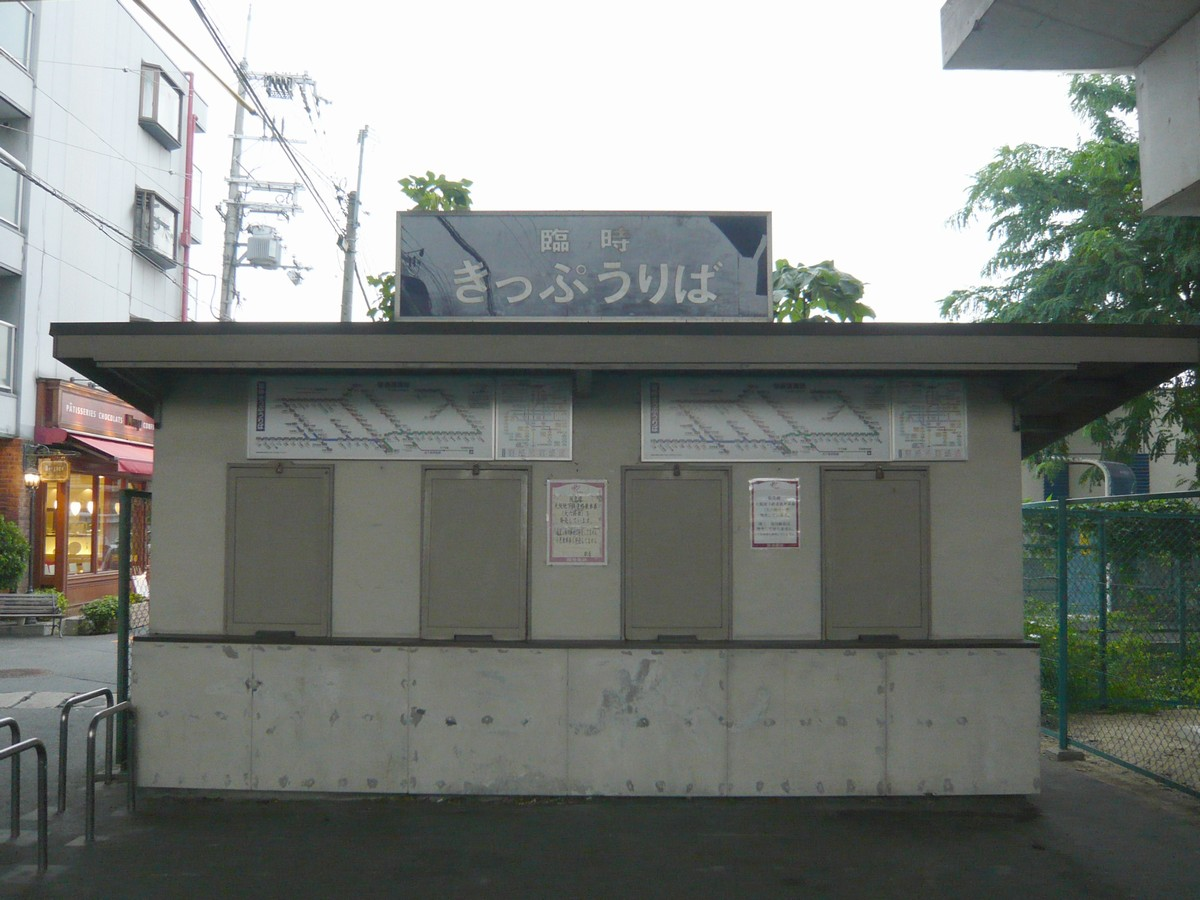
臨時切符売場
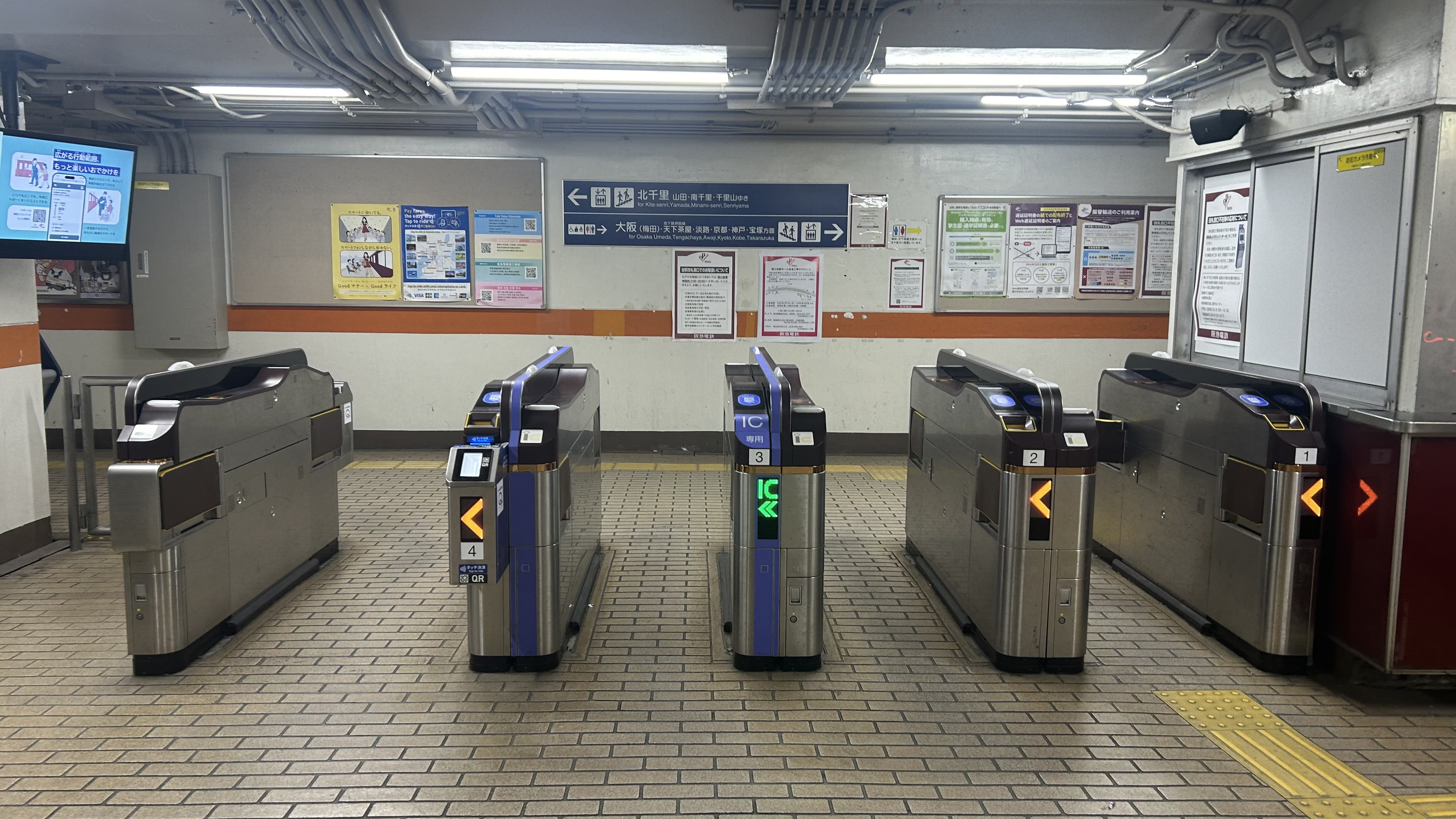
南改札口
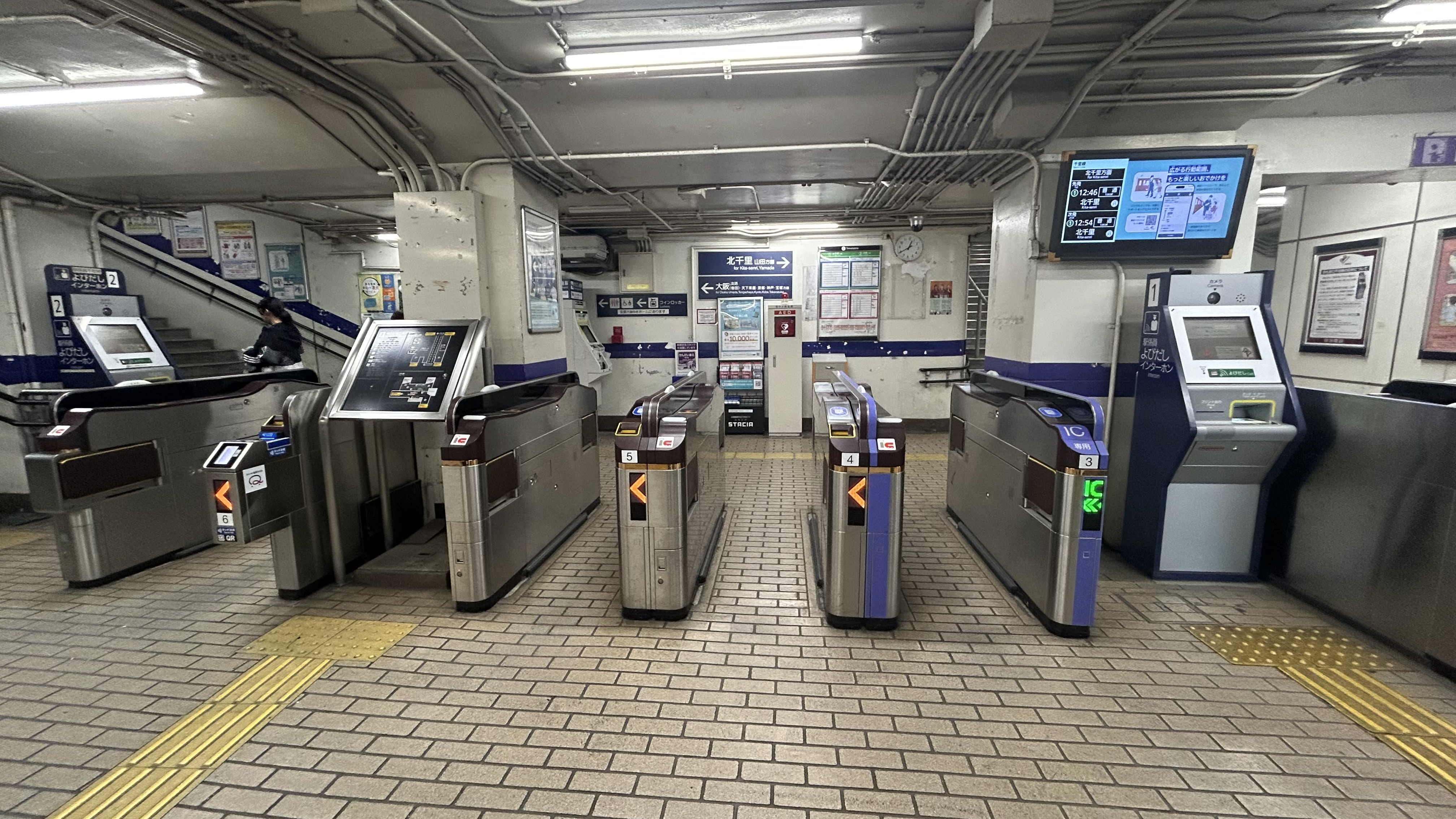
北改札口
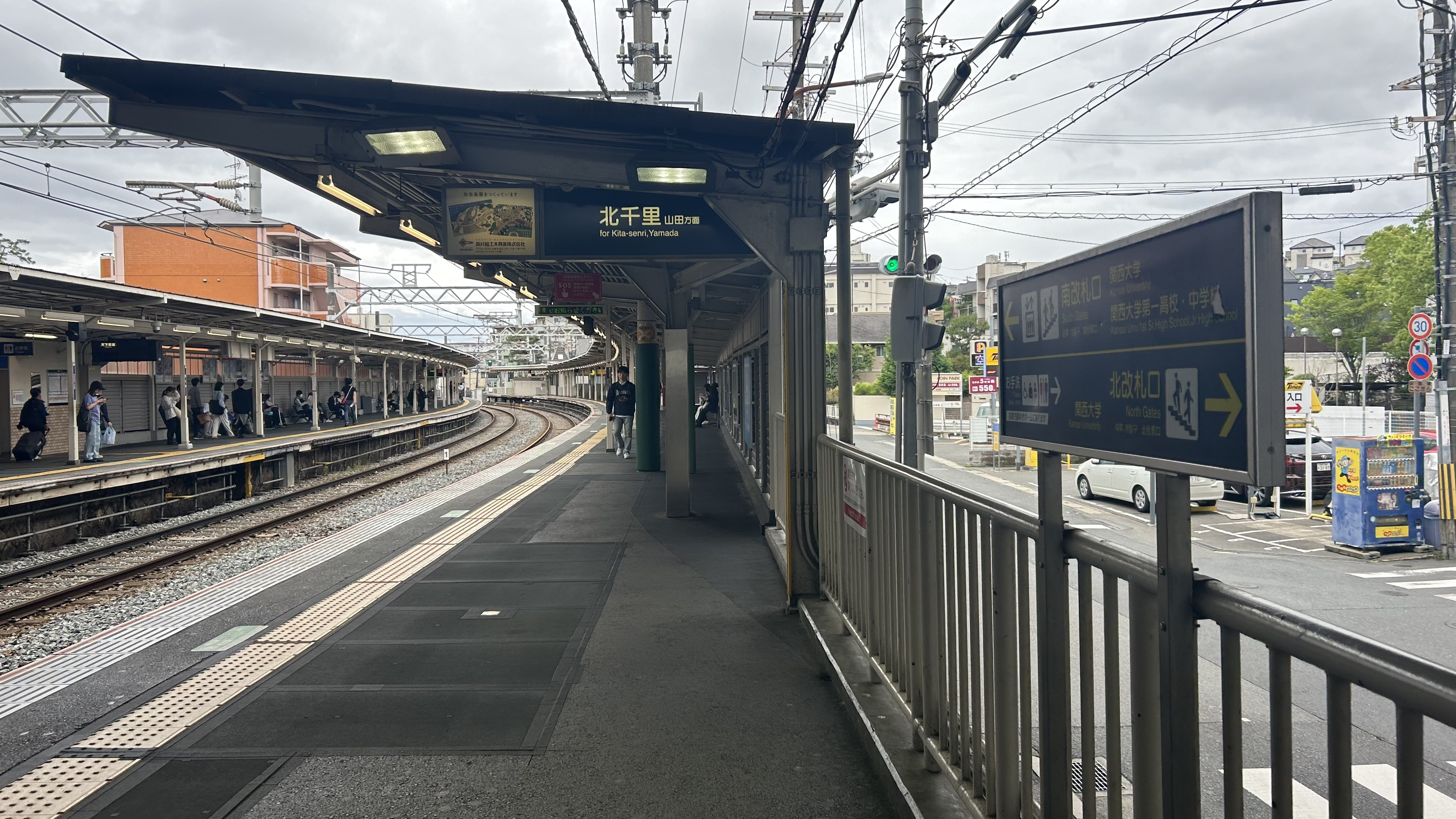
北千里方面ホーム
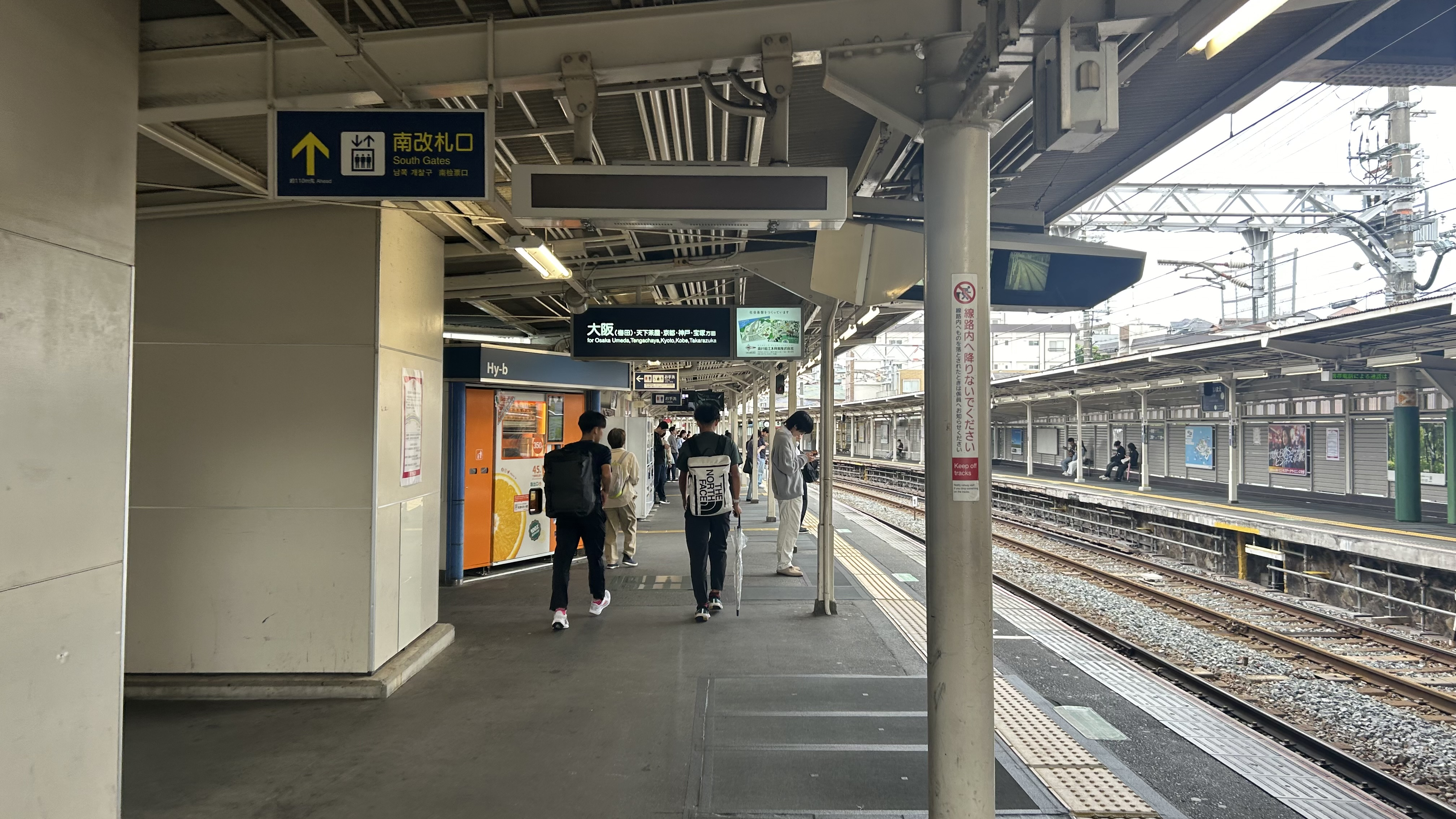
淡路方面ホーム
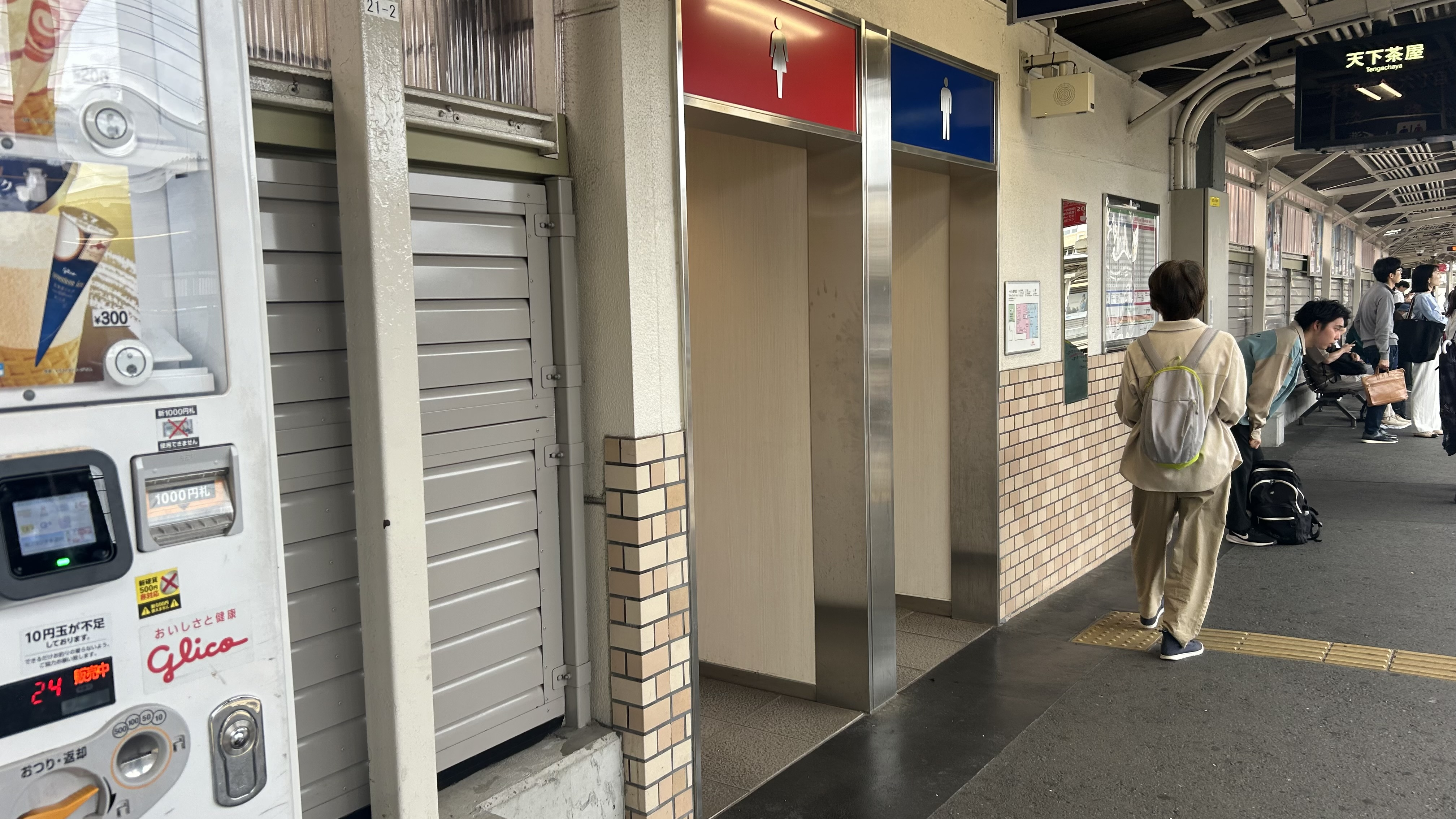
トイレ
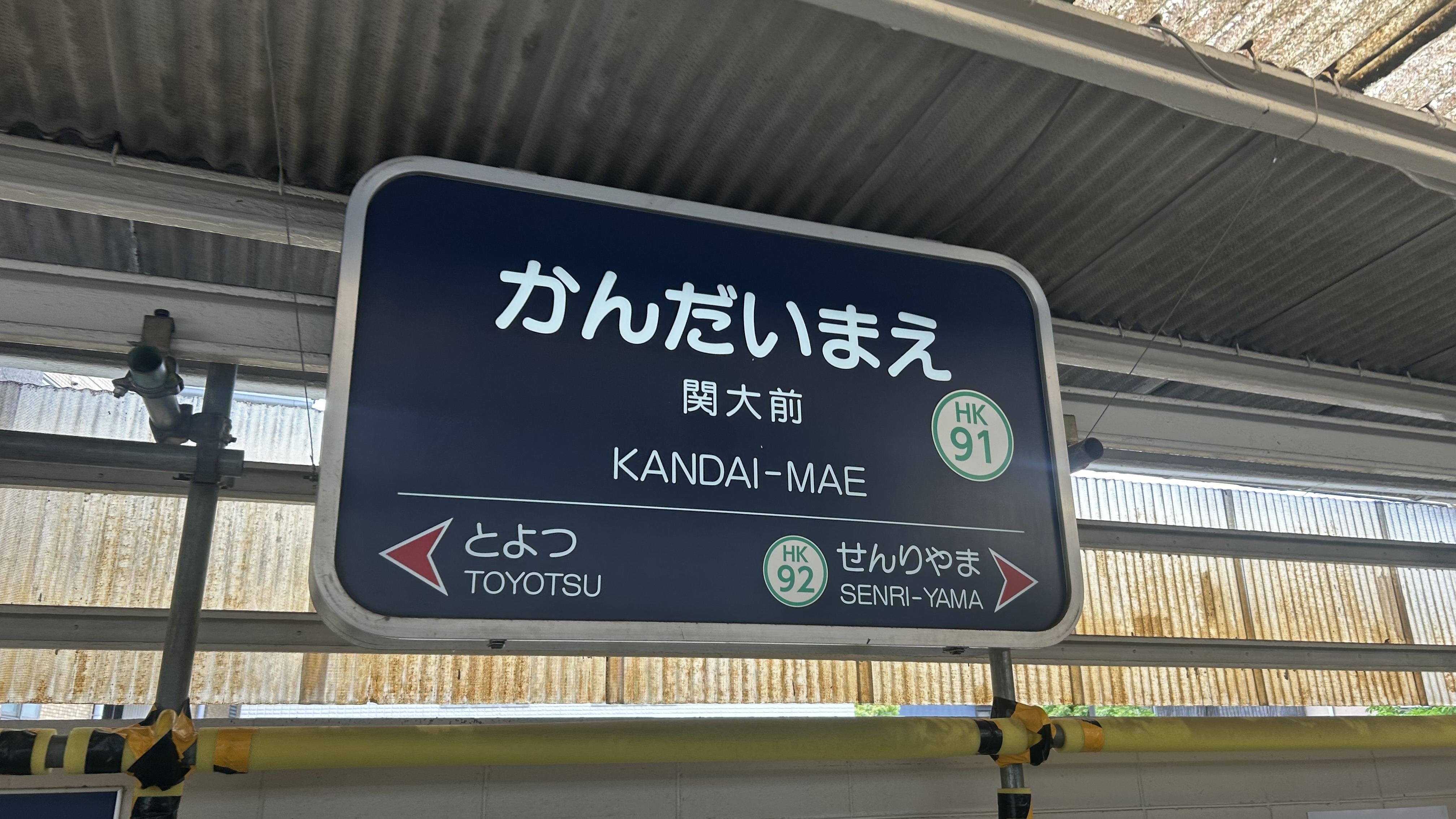
駅名標

## 利用状況
2023年（令和5年）次の通年平均乗降人員は23,382人である。
阪急電鉄の支線の駅では最も多く、京都本線の特急停車駅である長岡天神駅、通勤特急・準特急停車駅の大宮駅の数字を上回る。
駅名が示す通り、関西大学の学生や大学関係者、関西大学第一中学校・高等学校の生徒の利用が多いため、授業開始前や授業終了後の時間帯には駅構内・駅周辺は非常に混雑する。また、大学は休日も資格試験や模擬試験の会場として利用される。駅混雑時（大学入試など）には名神高速道路のガード下、下り線ホーム梅田・天下茶屋方面の外側にある臨時切符売り場が営業される。

### 年次別利用状況
各年次の乗降人員の推移は下表の通り。2015年までは平日限定、2016年以降は通年平均となっている。
| /        | 年次               | 乗車人員 | 降車人員 | 乗降人員 | 順位 | 出典        |
| -------- | ------------------ | -------- | -------- | -------- | ---- | ----------- |
| 平日限定 | 2007年（平成19年） | 16,438   | 16,364   | 32,802   | 27位 | [ 阪急 2 ]  |
| 平日限定 | 2008年（平成20年） | 16,649   | 16,588   | 33,237   | 27位 | [ 阪急 3 ]  |
| 平日限定 | 2009年（平成21年） | 16,602   | 16,564   | 33,166   | 26位 | [ 阪急 4 ]  |
| 平日限定 | 2010年（平成22年） | 17,185   | 17,166   | 34,351   | 24位 | [ 阪急 5 ]  |
| 平日限定 | 2011年（平成23年） | 16,931   | 16,919   | 33,850   | 25位 | [ 阪急 6 ]  |
| 平日限定 | 2012年（平成24年） | 16,904   | 16,886   | 33,790   | 25位 | [ 阪急 7 ]  |
| 平日限定 | 2013年（平成25年） | 17,310   | 17,248   | 34,558   | 23位 | [ 阪急 8 ]  |
| 平日限定 | 2014年（平成26年） | 17,461   | 17,397   | 34,858   | 23位 | [ 阪急 9 ]  |
| 平日限定 | 2015年（平成27年） | 17,672   | 17,600   | 35,272   | 23位 | [ 阪急 10 ] |
| 通年平均 | 2016年（平成28年） | 14,103   | 13,990   | 28,093   | 25位 | [ 阪急 11 ] |
| 通年平均 | 2017年（平成29年） | -        | -        | 28,050   | 26位 | [ 阪急 12 ] |
| 通年平均 | 2018年（平成30年） | -        | -        | 27,199   | 28位 | [ 阪急 13 ] |
| 通年平均 | 2019年（令和元年） | -        | -        | 26,826   | 28位 | [ 阪急 14 ] |
| 通年平均 | 2020年（令和02年） | -        | -        | 15,408   | 41位 | [ 阪急 15 ] |
| 通年平均 | 2021年（令和03年） | -        | -        | 17,372   | 39位 | [ 阪急 16 ] |
| 通年平均 | 2022年（令和04年） | -        | -        | 21,673   | 30位 | [ 阪急 17 ] |
| 通年平均 | 2023年（令和05年） | -        | -        | 23,382   | 29位 | [ 阪急 1 ]  |

### 年度別利用状況
各年度の利用状況は下表の通り。特定日の数値は大阪府統計年鑑、年間の数値は吹田市統計書による。
| 年度               | 特定日   | 特定日   | 特定日   | 年間（単位：千人） | 年間（単位：千人） | 出典          | 出典          |
| 年度               | 乗車人員 | 降車人員 | 乗降人員 | 乗車人員           | 降車人員           | 大阪府        | 吹田市        |
| ------------------ | -------- | -------- | -------- | ------------------ | ------------------ | ------------- | ------------- |
| 1966年（昭和41年） | 14,413   | -        | -        | -                  | -                  | [ 大阪府 1 ]  | -             |
| 1967年（昭和42年） | 14,675   | -        | -        | -                  | -                  | [ 大阪府 2 ]  | -             |
| 1968年（昭和43年） | 16,469   | -        | -        | -                  | -                  | [ 大阪府 3 ]  | -             |
| 1969年（昭和44年） | 17,806   | -        | -        | -                  | -                  | [ 大阪府 4 ]  | -             |
| 1970年（昭和45年） | 16,517   | -        | -        | -                  | -                  | [ 大阪府 5 ]  | -             |
| 1971年（昭和46年） | 16,199   | -        | -        | -                  | -                  | [ 大阪府 6 ]  | -             |
| 1972年（昭和47年） | 16,324   | -        | -        | -                  | -                  | [ 大阪府 7 ]  | -             |
| 1973年（昭和48年） | 17,253   | -        | -        | -                  | -                  | [ 大阪府 8 ]  | -             |
| 1974年（昭和49年） | 17,744   | -        | -        | -                  | -                  | [ 大阪府 9 ]  | -             |
| 1975年（昭和50年） | 17,098   | -        | -        | -                  | -                  | [ 大阪府 10 ] | -             |
| 1976年（昭和51年） | 18,278   | -        | -        | -                  | -                  | [ 大阪府 11 ] | -             |
| 1977年（昭和52年） | 14,446   | -        | -        | -                  | -                  | [ 大阪府 12 ] | -             |
| 1978年（昭和53年） | 16,425   | -        | -        | -                  | -                  | [ 大阪府 13 ] | -             |
| 1979年（昭和54年） | 15,099   | -        | -        | -                  | -                  | [ 大阪府 14 ] | -             |
| 1980年（昭和55年） | 15,415   | -        | -        | -                  | -                  | [ 大阪府 15 ] | -             |
| 1981年（昭和56年） | 16,562   | -        | -        | -                  | -                  | [ 大阪府 16 ] | -             |
| 1982年（昭和57年） | 15,902   | 17,620   | 33,522   | -                  | -                  | [ 大阪府 17 ] | -             |
| 1983年（昭和58年） | 16,840   | 16,977   | 33,817   | -                  | -                  | [ 大阪府 18 ] | -             |
| 1984年（昭和59年） | 15,804   | 17,133   | 32,937   | -                  | -                  | [ 大阪府 19 ] | -             |
| 1985年（昭和60年） | 17,156   | 16,891   | 34,047   | -                  | -                  | [ 大阪府 20 ] | -             |
| 1986年（昭和61年） | 17,453   | 16,685   | 34,138   | -                  | -                  | [ 大阪府 21 ] | -             |
| 1987年（昭和62年） | 17,721   | 17,428   | 35,149   | -                  | -                  | [ 大阪府 22 ] | -             |
| 1988年（昭和63年） | 17,355   | 17,243   | 34,598   | -                  | -                  | [ 大阪府 23 ] | -             |
| 1989年（平成元年） | -        | -        | -        | -                  | -                  | [ 大阪府 24 ] | -             |
| 1990年（平成02年） | 15,327   | 13,543   | 28,870   | -                  | -                  | [ 大阪府 25 ] | -             |
| 1991年（平成03年） | -        | -        | -        | -                  | -                  | [ 大阪府 26 ] | -             |
| 1992年（平成04年） | 18,240   | 16,679   | 34,919   | -                  | -                  | [ 大阪府 27 ] | -             |
| 1993年（平成05年） | -        | -        | -        | -                  | -                  | [ 大阪府 28 ] | -             |
| 1994年（平成06年） | -        | -        | -        | -                  | -                  | [ 大阪府 29 ] | -             |
| 1995年（平成07年） | 8,909    | 9,574    | 18,483   | -                  | -                  | [ 大阪府 30 ] | -             |
| 1996年（平成08年） | 17,127   | 18,676   | 35,803   | -                  | -                  | [ 大阪府 31 ] | -             |
| 1997年（平成09年） | 18,052   | 19,421   | 37,473   | -                  | -                  | [ 大阪府 32 ] | -             |
| 1998年（平成10年） | 18,649   | 20,160   | 38,809   | 7,008              | 7,555              | [ 大阪府 33 ] | [ 吹田市 1 ]  |
| 1999年（平成11年） | -        | -        | -        | 6,780              | 7,309              | [ 大阪府 34 ] | [ 吹田市 1 ]  |
| 2000年（平成12年） | 17,770   | 16,738   | 34,508   | 6,651              | 7,184              | [ 大阪府 35 ] | [ 吹田市 1 ]  |
| 2001年（平成13年） | 20,972   | 20,318   | 41,290   | 7,262              | 7,621              | [ 大阪府 36 ] | [ 吹田市 1 ]  |
| 2002年（平成14年） | 20,448   | 19,747   | 40,195   | 7,941              | 7,863              | [ 大阪府 37 ] | [ 吹田市 1 ]  |
| 2003年（平成15年） | 19,914   | 19,740   | 39,654   | 7,741              | 7,741              | [ 大阪府 38 ] | [ 吹田市 2 ]  |
| 2004年（平成16年） | 15,581   | 19,629   | 35,210   | 7,611              | 7,613              | [ 大阪府 39 ] | [ 吹田市 3 ]  |
| 2005年（平成17年） | 19,219   | 19,125   | 38,344   | 6,540              | 7,816              | [ 大阪府 40 ] | [ 吹田市 4 ]  |
| 2006年（平成18年） | 18,891   | 18,730   | 37,621   | 7,194              | 7,554              | [ 大阪府 41 ] | [ 吹田市 5 ]  |
| 2007年（平成19年） | 19,637   | 19,522   | 39,159   | 7,663              | 7,569              | [ 大阪府 42 ] | [ 吹田市 6 ]  |
| 2008年（平成20年） | 19,867   | 20,012   | 39,879   | 8,080              | 7,947              | [ 大阪府 43 ] | [ 吹田市 7 ]  |
| 2009年（平成21年） | 19,109   | 19,754   | 38,863   | 7,906              | 7,900              | [ 大阪府 44 ] | [ 吹田市 8 ]  |
| 2010年（平成22年） | 18,350   | 19,679   | 38,029   | 7,528              | 7,739              | [ 大阪府 45 ] | [ 吹田市 9 ]  |
| 2011年（平成23年） | 17,831   | 19,740   | 37,571   | 7,472              | 7,906              | [ 大阪府 46 ] | [ 吹田市 10 ] |
| 2012年（平成24年） | 17,771   | 19,975   | 37,746   | 7,296              | 7,949              | [ 大阪府 47 ] | [ 吹田市 11 ] |
| 2013年（平成25年） | 15,985   | 17,821   | 33,806   | 7,259              | 8,038              | [ 大阪府 48 ] | [ 吹田市 12 ] |
| 2014年（平成26年） | 15,682   | 17,824   | 33,506   | 6,917              | 7,591              | [ 大阪府 49 ] | [ 吹田市 13 ] |
| 2015年（平成27年） | 17,660   | 20,581   | 38,241   | 5,178              | 5,748              | [ 大阪府 50 ] | [ 吹田市 14 ] |
| 2016年（平成28年） | 17,837   | 20,566   | 38,403   | 6,645              | 7,575              | [ 大阪府 51 ] | [ 吹田市 15 ] |
| 2017年（平成29年） | 17,485   | 20,454   | 37,939   | 7,360              | 8,367              | [ 大阪府 52 ] | [ 吹田市 16 ] |
| 2018年（平成30年） | 15,995   | 19,696   | 35,691   | 7,224              | 8,289              | [ 大阪府 53 ] | [ 吹田市 17 ] |
| 2019年（令和元年） | 20,284   | 20,018   | 40,302   | 6,852              | 8,183              | [ 大阪府 54 ] | [ 吹田市 18 ] |
| 2020年（令和02年） | 16,895   | 16,724   | 33,619   | 5,155              | 6,399              | [ 大阪府 55 ] | [ 吹田市 19 ] |
| 2021年（令和03年） | 16,618   | 16,556   | 33,174   | 4,829              | 6,290              | [ 大阪府 56 ] | [ 吹田市 20 ] |
| 2022年（令和04年） | 17,233   | 17,008   | 34,241   | 4,932              | 6,665              | [ 大阪府 57 ] | [ 吹田市 21 ] |

## 駅周辺
- 関西大学千里山キャンパス（学部によっては徒歩10分以上かかる） - 駅東口から大学の正門へと抜ける通りの一帯は「関大前通り」と呼ばれ[7]、学生向けの飲食店・コンビニエンスストア・カラオケ店・不動産仲介業者の店などが立地する関西屈指の学生街となっている。
- 関西大学第一中学校・高等学校
- 関西大学幼稚園
- 吹田市立第一中学校
- 吹田千里山西郵便局

## 隣の駅
阪急電鉄
■千里線
豊津駅 (HK-90) - 関大前駅 (HK-91) - 千里山駅 (HK-92)

### 記事本文